# Fernando Botero
Fernando Botero Angulo, kolumbijski figurativni umetnik in kipar, * 19. april 1932, Medellín, Kolumbija, † 15. september 2023, Monako.
Njegov značilni slog, znan tudi kot Boterismo, prikazuje ljudi in figure v velikem, pretiranem obsegu, kar lahko predstavlja politično kritiko ali humor, odvisno od dela. Velja za najbolj priznanega in citiranega živečega umetnika iz Latinske Amerike in njegovo umetnost je mogoče najti na zelo vidnih mestih po vsem svetu, kot sta Park Avenue v New Yorku in Elizejske poljane v Parizu.
Samoimenovani »najbolj kolumbijski med kolumbijskimi umetniki« je Botero postal nacionalni uglednež, ko je leta 1958 osvojil prvo nagrado na Salón de Artistas Colombianos. Skulpture je začel ustvarjati po selitvi v Pariz leta 1973 in dosegel mednarodno priznanje z razstavami po vsem svetu do 1990-ih. Njegovo umetnost zbirajo številni večji mednarodni muzeji, korporacije in zasebni zbiralci. Leta 2012 je prejel nagrado Mednarodnega kiparskega centra za življenjsko delo v sodobnem kiparstvu.

## Življenjepis

### Zgodnje življenje
Fernando Botero se je rodil kot drugi od treh sinov Davida Botera (1895–1936) in Flore Angulo (1898–1972) leta 1932. Njegov oče David Botero, ki je bil prodajalec, ki je potoval s konjem in je umrl zaradi srčnega napada, ko je imel Fernando štiri leta. Njegova mati je delala kot šivilja. Glavno vlogo v njegovem življenju je imel stric. Čeprav je bil Botero izoliran od umetnosti, predstavljene v muzejih in drugih kulturnih ustanovah, je bil med odraščanjem pod vplivom baročnega sloga kolonialnih cerkva in mestnega življenja Medellína.
Osnovno izobrazbo je pridobil v Antioquia Ateneo in po zaslugi štipendije nadaljeval srednješolsko izobraževanje na Jezuitski šoli Bolívar. Leta 1944 ga je stric Botero za dve leti poslal v šolo za matadorje. Leta 1948 je Botero pri 16 letih objavil svoje prve ilustracije v nedeljski prilogi El Colombiano, enega najpomembnejših časopisov v Medellínu. Denar, ki mu je bil plačan, je porabil za obisk srednje šole na Liceo de Marinilla de Antioquia.

### Kariera
Boterovo delo je bilo prvič razstavljeno leta 1948 na skupinski razstavi skupaj z drugimi umetniki iz regije.
Od leta 1949 do 1950 je Botero delal kot scenograf, preden se je leta 1951 preselil v Bogoto. Njegova prva samostojna razstava je bila nekaj mesecev po prihodu v Galeriji Leo Matiz v Bogoti. Leta 1952 je Botero s skupino umetnikov odpotoval v Barcelono, kjer je ostal kratek čas, preden se je preselil v Madrid.
V Madridu je Botero študiral na Academia de San Fernando. Leta 1952 je odpotoval v Bogoto, kjer je imel samostojno razstavo v galeriji Leo Matiz.
Leta 1953 se je Botero preselil v Pariz, kjer je večino časa preživel v Louvru in tam preučeval dela. Od leta 1953 do 1954 je živel v Firencah v Italiji in študiral dela renesančnih mojstrov. V zadnjih desetletjih je večino časa živel v Parizu, en mesec na leto pa preživi v rodnem mestu Medellín. Imel je več kot 50 razstav v večjih mestih po vsem svetu, njegova dela pa segajo v prodajne cene v milijonih dolarjev. Leta 1958 je zmagal na deveti izdaji Salón de Artistas Colombianos.

## Slog
Medtem ko njegovo delo vključuje tihožitja in krajine, se je Botero osredotočil na situacijske portrete. Njegove slike in skulpture združujejo njihove sorazmerno pretirane oziroma "debele" figure, kot jih je nekoč imenoval.
Botero svojo uporabo teh velikih ljudi, kot jih pogosto imenujejo kritiki, razlaga na naslednji način:
«Umetnika privlačijo določene oblike, ne da bi vedel zakaj. Stališče zavzameš intuitivno; šele kasneje ga poskušaš racionalizirati ali celo utemeljiti.«
Čeprav v Kolumbiji preživi le en mesec na leto, se smatra za »najbolj kolumbijskega živečega umetnika« zaradi svoje izoliranosti od mednarodnih trendov sveta umetnosti.
Leta 2004 je Botero razstavil serijo 27 risb in 23 slik, ki obravnavajo nasilje v Kolumbiji od 1999 do 2004. Dela je podaril Narodnemu muzeju Kolumbije, kjer so bila prvič razstavljena.
Leta 2005 je Botero pridobil veliko pozornosti s svojo serijo Abu Ghraib, ki je bila prvič razstavljena v Evropi. Dela je temeljil na poročilih o zlorabah zapornikov s strani ameriških sil v zaporu Abu Ghraib med vojno v Iraku. Začenši z idejo, ki jo je imel na potovanju z letalom, je Botero ustvaril več kot 85 slik in 100 risb v raziskovanju tega koncepta in »barvanju strupa«. Serija je bila leta 2007 razstavljena na dveh lokacijah v ZDA, vključno z Washingtonom, D. C. Botero je dejal, da nobenega od del ne bo prodal, ampak jih bo podaril muzejem.
Leta 2006, potem ko se je več kot 14 mesecev osredotočal izključno na serijo Abu Ghraib, se je Botero vrnil k temam svojega zgodnjega življenja, kot sta družina in materinstvo. Botero je v svoji Une Famille predstavljal kolumbijsko družino, tema, ki so jo pogosto slikali v sedemdesetih in osemdesetih letih. Botero je v svoji Maternity ponovil kompozicijo, ki jo je naslikal že leta 2003, ki je lahko vzbudil čutno žametno teksturo, ki ji daje posebno privlačnost in priča o osebni vpletenosti umetnika. Otrok na risbi iz leta 2006 ima rano na desnem prsnem košu, kot da bi ga umetnik želel poistovetiti z Jezusom Kristusom, s čimer bi ji dal religiozni pomen, ki ga v umetnini iz leta 2003 ni bilo.
Leta 2008 je razstavil dela svoje zbirke The Circus, v kateri je 20 del v olju in akvarelu. V intervjuju leta 2010 je Botero dejal, da je pripravljen na druge teme: »Po vsem tem se vedno vračam k najpreprostejšim stvarem: tihožitjem.«

## Skulpture
Med letoma 1963 in 1964 je Fernando Botero poskušal ustvariti skulpture. Zaradi finančnih stisk, ki so mu onemogočale delo z bronom, je svoje skulpture izdeloval z akrilno smolo in žagovino. Pomemben primer v tem času je bila Mala glava (škof) leta 1964, skulptura, naslikana z velikim realizmom. Vendar je bil material preveč porozen in Botero se je odločil opustiti to metodo.

## Donacije
Botero je podaril več umetniških del muzejem v Bogoti in svojem rojstnem mestu Medellínu. Leta 2000 je Botero podaril Museo Botero v Bogoti 123 svojih del in 85 del iz svoje osebne zbirke, vključno z deli Chagalla, Picassa, Roberta Rauschenberga in francoskih impresionistov. Muzeju Antioquie je podaril 119 kosov. Njegova donacija 23 bronastih skulptur za sprednji del muzeja je postala znana kot Botero Plaza. Še štiri skulpture lahko najdete v Medellínovem parku Berrio in v bližini trga San Antonio Plaza.

## Osebno življenje
Botero se je poročil z Glorio Zea, ki je postala direktorica Kolumbijskega inštituta za kulturo (Colcultura). Skupaj sta imela tri otroke: Fernanda, Lino in Juana Carlosa. Zakonca Botero sta se ločila leta 1960 in se vsak ponovno poročila. Od leta 1960 je Botero 14 let živel v New Yorku, pred kratkim pa se je naselil v Parizu. Lina tudi živi zunaj Kolumbije, leta 2000 pa se je Juan Carlos preselil v južno Florido.
Leta 1964 je Botero začel živeti s Cecilio Zambrano. Imela sta sina Pedra, rojenega leta 1974, ki je leta 1979 umrl v prometni nesreči, v kateri je bil poškodovan tudi Botero. Botero in Zambrano sta se ločila leta 1975.
Nazadnje se je Botero poročil z grško umetnico Sophio Vari. Živita v Parizu in imata hišo v Pietrasanti v Italiji. Boterov 80. rojstni dan so obeležili z razstavo njegovih del v Pietrasanti.

## V popularni kulturi
Boterova slika iz leta 1964 Papež Leon X. (po Rafaelu) je našla drugo življenje kot priljubljen internetni mem. Običajno je upodobljen z napisom »y tho« (»ampak zakaj«).

## Primeri del
- Razstava v Berlinu
- Mačka, 1990, Barcelona, Španija
- Materinstvo, Oviedo, Španija
- Ženska z ogledalom, 1987
- Ženska s cigareto, Erevan
- Ptica, 1990, pred UOB Plaza, Singapur
- Rimski vojak, Cafesjian Museum of Art, Erevan, Armenija
- Mož na konju, bron, 1992, pred Izraelskim muzejem, Jeruzalem, Izrael
- Mačka, Erevan, Armenija
- Roka, Madrid, Španija
- Kadilka, Cafesjian Museum of Art, Erevan, Armenija
- Caballo con bridas, Bilbao
- Adam in Eva, blizu Crockfords Tower v Resorts World Sentosa, Singapur
- Lady, Medellín
- Kip v Goslarju
- Kip pred Kunstmuseum Liechtenstein, Vaduz
- Broadgate Venus, 1989, London
- Mačka, Cafesjian Museum of Art, Erevan, Armenija